# Колібрі-довгодзьоб синьолобий
Колі́брі-довгодзьо́б синьолобий (Doryfera johannae) — вид серпокрильцеподібних птахів родини колібрієвих (Trochilidae). Мешкає в Андах і на Гвіанському нагір'ї.

## Опис
Довжина птаха становить 9,6-11 см. самці вага 3-5 г, самиці 3,3-6 г. У самців номінативного підвиду на лобі блискуча фіолетова пляма, потилиця у них бронзова, за очима білі плямки. Верхня частина тіла темно-бронзово-зелена, верхні покривні пера хвоста мають блакитнуватий відтінок. Хвіст округлий, синювато-чорний. Горло і груди чорнувато-синьо-зелені, решта нижньої частини тіла синювато-чорна. Дзьоб дуже довгий, прямий або дещо вигнутий догори, довжиною 27 мм. У самиць лоб синьо-зелений, нижня частина тіла тьмяна, сірувато-бронзово-зелена, крайні стернові пера поцятковані сірими плямками. У представників підвиду D. j. guianensis дзьоб коротший, а забарвлення загалом блідіше, ніж у представників номінативного підвиду.

## Підвиди
Виділяють два підвиди:
- D. j. johannae (Bourcier, 1847) — східні схили Анд в Колумбії, Еквадорі і Перу
- D. j. guianensis (Boucard, 1893) — тепуї Гвіанського нагір'ї на півдні Венесуели і в сусідніх районах на півночі Гаяни і півночі Бразилії.

## Поширення і екологія
Синьолобі колібрі-довгодзьоби мешкають в Колумбії, Еквадорі, Перу, Венесуелі, Гаяні і Бразилії. Вони живуть у вологих гірських і рівнинних тропічних лісах, часто поблизу струмків або серед тінистих, вологих скель, дуже рідко у відкритих, освітлених сонячними променями місцях. Зустрічаються переважно на висоті від 400 до 1600 м над рівнем моря.
Синьолобі колібрі-капуцини живляться нектаром різноманітних квітучих рослин з довгими, трубчастими квітками, зокрема з родин вересових, геснерієвих і маренових, а також дрібними безхребетними, яких ловлять в польоті або збирають з рослинності. Не захищають кормові території. Гніздо чашоподібне, робиться з моху і павутиння, розміщується на скельних виступах в печерах. Інкубаційний період триває 20-21 день днів, пташенята покидають гніздо через 29-30 днів після вилуплення.